# Trombectomía
Trombectomía o embolectomía es la extracción de un trombo que bloquea la circulación de la sangre. 
En muchas ocasiones es un procedimiento de emergencia porque la oclusión permanente del flujo de sangre significativo a un órgano vital puede llevar a necrosis del mismo. Otras opciones terapéuticas implicadas son anticoagulación y trombólisis.

## Conocimiento de fondo
La oclusión de un vaso se puede producir por un trombo o una embolia.
El trombo es la formación de un coágulo de sangre a nivel local que ocluye el vaso donde se ha formado.
La embolia es la obstrucción de un vaso producida por un émbolo (coágulo sanguíneo, burbuja de aire, gota de grasa,...) que es transportado por el torrente sanguíneo hasta el vaso que ocluye.
En función de dónde se forma el trombo, la embolia se impactará en la circulación sistémica o pulmonar:
- El émbolo arterial en un trombo que se forma en el lado izquierdo del corazón o en las arterias principales e impacta en tejidos de cuerpo que no son los pulmones: en el cerebro, en los vasos viscerales y en vasos de las extremidades superiores e inferiores.
- Los émbolos venosos se originan en venas (por ejemplo los que se forman en una trombosis venosa profunda o TVP) e impactan en el pulmón (ver embolia pulmonar).

## Usos médicos
El tratamiento de elección en las trombosis normalmente es la anticoagulación, que tarda días en hacer efecto. Cuando el trombo ocluye un vaso que irriga una estructura vital y se requiere una repermeabilización urgente de este vaso, el tratamiento de elección es la trombectomía. La trombectomía percutánea está ganando cada vez más importancia dada la menor morbimortalidad respeto la trombectomía quirúrgica. 
A lo largos de los últimos años, la trombectomía mecánica a pasado a ser un método vital para el tratamiento del ataque cerebrovascular (ACV) de la circulación anterior. La evidencia está aumentando también en casos de ACVs en circulación vertebrobasilar. 

## Métodos

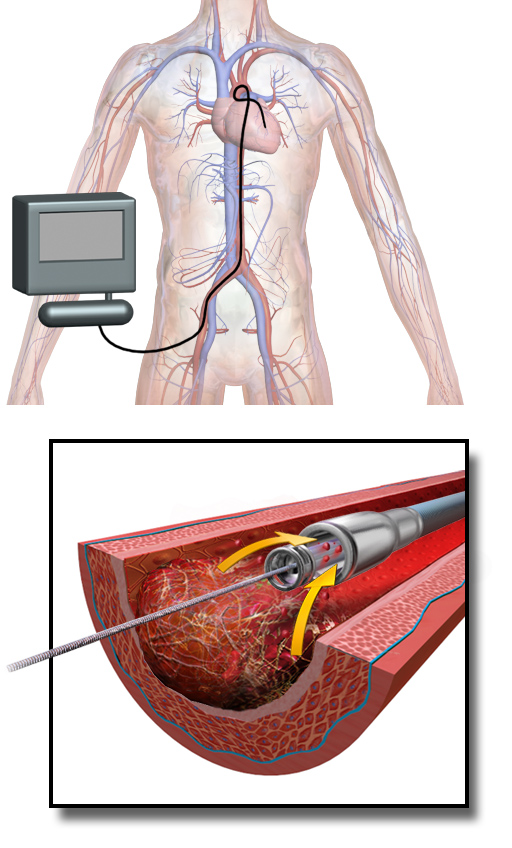
Ilustración de un dispositivo tipo AngioJet; trombectomía coronaria

### Trombectomía por catéter

#### Trombectomía con globo
Consiste en acceder al vaso, colocar un catéter con un globo hinchable en su extremo, sobrepasar el punto donde se encuentra el trombo, hinchar el globo y retirar el trombo. El catéter se llama Fogarty en honor a su inventor Thomas J. Fogarty.
Las posibles complicaciones de la trombectomía con globo incluyen lesiones intimales que pueden originar otra trombosis, una disección o la rotura de una placa aterosclerotica, causando una embolia distal.

#### Trombectomia por aspiración
Consiste en aspirar el trombo desde un catéter. La succión puede realizarse aspirando manualmente o mediante una bomba de vacío.

### Trombectomía quirúrgica
Consiste en la extracción quirúrgica de un trombo mediante tras la incisión de un vaso mediante cirugía abierta.